# Vallstedt
Vallstedt ist ein Ortsteil der Gemeinde Vechelde im niedersächsischen Landkreis Peine.

## Geografie

### Geografische Lage
Der Ort liegt etwa 12 km westsüdwestlich von Braunschweig und ca. 4 km östlich von Lengede.

### Nachbarorte

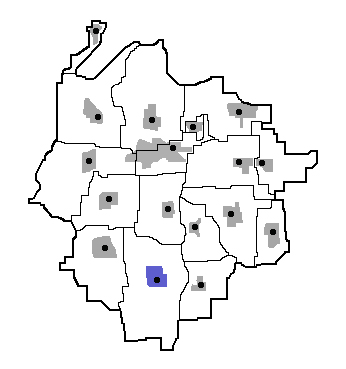
Lage von Vallstedt in der Gemeinde Vechelde

| Bodenstedt          | Köchingen                                   | Wierthe |
| Lengede             | Kompassrose, die auf Nachbargemeinden zeigt | Alvesse |
| Broistedt (Lengede) | Lebenstedt (Salzgitter)                     |         |

### Klima

Niederschlagsdiagramm von Vallstedt

Vallstedt liegt innerhalb der gemäßigten Breiten im Übergangsbereich zwischen ozeanisch und kontinental geprägten Gebieten.

## Geschichte
Die erste urkundliche Erwähnung erfolgte im Jahr 1200 als „maior Veledstide“, später u. a. als „Velstede“ (1274) und „groten Valstede“ (1462). Im Jahr 1317 verkaufte Herzog Albrecht II., Fürst von Braunschweig-Wolfenbüttel, die Gerichtsbarkeit über Vallstedt an das Cyriakusstift zu Braunschweig. 1493 wurde das Dorf von Landsknechten der Stadt Braunschweig bei ihren Fehden mit den Herzögen des Fürstentums Braunschweig-Wolfenbüttel geplündert.
Während des Dreißigjährigen Krieges (1618 bis 1648) werden auch in Vallstedt Plünderungen vorgekommen sein, jedoch sind Brandschatzungen unterblieben. Es wurde jedoch das Innere der Kirche von schwedischen Truppen verwüstet. Die Glocken waren zuvor in Braunschweig in Sicherheit gebracht und später wieder heimgeholt worden.
In Vallstedt lag eine schwedische Garnison. Der schwedische Obrist Johann Anton Meyer (1626–1699) nahm im Jahr 1636 in Vallstedt Quartier und schenkte der Kirche einen kleinen silbernen Kelch und eine Schüssel zur Abendmahlsfeier.

### Eingemeindungen
Im Zuge der Gebietsreform in Niedersachsen, die am 1. März 1974 stattfand, wurde die zuvor selbständige Gemeinde Vallstedt in die Gemeinde Vechelde eingegliedert.

### Einwohnerentwicklung
| Jahr | Einwohner | Quelle |
| ---- | --------- | ------ |
| 1910 | 770       | [ 3 ]  |
| 1925 | 770       | [ 4 ]  |
| 1933 | 723       | [ 4 ]  |
| 1939 | 795       | [ 4 ]  |
| 1946 | 13620     | [ 5 ]  |

| Jahr | Einwohner | Quelle |
| ---- | --------- | ------ |
| 1950 | 1442      | [ 6 ]  |
| 1956 | 1201      | [ 6 ]  |
| 1973 | 1133      | [ 7 ]  |
| 2011 | 1330      | [ 8 ]  |
| 2016 | 1312      | [ 9 ]  |

| Jahr | Einwohner | Quelle |
| ---- | --------- | ------ |
| 2020 | 1317      | [ 1 ]  |
| 2024 | 1342      | [ 1 ]  |

|  |

## Politik

### Ortsrat
Der Ortsrat von Vallstedt setzt sich aus neun Ratsfrauen und Ratsherren folgender Parteien zusammen:
| Kommunalwahl         | CDU | SPD | Gesamt  |
| -------------------- | --- | --- | ------- |
| 0012. September 2021 | 3   | 6   | 9 Sitze |
| 0011. September 2016 | 5   | 4   | 9 Sitze |
| 11. September 2011   | 5   | 4   | 9 Sitze |
| 10. September 2006   | 3   | 6   | 9 Sitze |

### Ortsbürgermeister
Ortsbürgermeister ist Hans-Jürgen Mintel (SPD).

### Wappen
Der Entwurf des Kommunalwappens von Vallstedt stammt von dem Autor Alfred Behm. Das Wappen wurde am 22. Mai 1979 vom Ortsrat angenommen.
| Wappen von Vallstedt | Blasonierung: „Gespalten und links geteilt, rechts in Gold auf geneigtem grünen Hügel eine grüne Linde mit silbernem Stamm, links oben in Rot eine goldene Sonne über einem goldenen Pflug, links unten in Silber eine schwarz bewehrte rote Wolfstatze.“ |
| Wappen von Vallstedt | Wappenbegründung: Die Linde versinnbildlicht den Ortsnamen, der nach Otto Hahne „Waldstätte am Bergeshang“ bedeutet. Die lebenspendende Sonne über dem Pflug kennzeichnet Vallstedt als einen landwirtschaftlich geprägten Ort. Die Wolfstatze entstammt dem Wappen der Ritter von Velstede (Vallstedt), die im 13. Jahrhundert ins Braunschweiger Patriziat aufstiegen und 1650 ausstarben. |

## Kultur und Sehenswürdigkeiten
- Das Dorfbild wird von kleinen mitteldeutschen Streckhöfen und größeren Dreiseithöfen aus Fachwerk und Backsteinfachwerk bestimmt.
- Die Kirche Sankt Martini, mit romanischem Turm, wurde mehrfach erneuert. Für den vermuteten Bau einer Kapelle in den Jahren 800 bis 850 existiert keine urkundliche Bestätigung. In einer Urkunde des Pfalzgrafen Heinrich, Sohn Heinrichs des Löwen, erwähnt im inventarium bonorum St. Cyriaci, wird der Bau einer Steinkirche genannt, um 1100 bis 1150. Die Steine wurden von den Vallstedter Bauern mit Pferde- und Ochsengespannen und Leiterwagen aus dem Elm geholt. Im Jahr 1431 erfolgte eine Erweiterung der Kirche (Inschrift Südseite des Turmes). 1449 Vollendung der Kirche (Stein über dem östlichen Ausgang) und 1652 erneuter Umbau der Kirche und Renovierung.

## Wirtschaft und Infrastruktur
In den vergangenen Jahrzehnten erweiterte sich der Ort nach Westen und Osten durch Eigenheime, Siedlungs- und Reihenhäuser. Das erste Baugebiet, das im Volksmund so genannte „Klein Kummersdorf“, da sich die Bauherren das Geld buchstäblich vom Mund absparen mussten, wurde in den Jahren 1954 bis 1958 erschlossen. Die Bauzeit wurde teilweise erst im Jahr 1962 abgeschlossen. Das siebte Baugebiet „Im Hofe“, wurde von 1997 bis 2003 errichtet. Seit 2008 existiert ein Bebauungsplan für die Ortsmitte zwischen Wallstraße und Thieberg.
Die Landesstraße 475 verbindet den Ort Vallstedt mit dem Zentrum der Gemeinde Vechelde.

## Persönlichkeiten

### Söhne und Töchter des Ortes
- Heinrich Kielhorn (1847–1934), Pionier der Sonderschulpädagogik
- Otto Keunecke (1882–1962), Landwirt und Politiker (DDP)

### Personen, die mit dem Ort in Verbindung stehen
- Johannes Brüning (1590–1648), lutherischer Theologe, Konsistorialrat und Generalsuperintendent der Generaldiözese Alfeld, er war Pastor in Vallstedt
- Ludwig Fiedler (1606–1674), evangelischer Theologe, er war von 1632 bis 1649 Prediger in Vallstedt
- Christian Ludewig Meyer (vor 1662–1725), Glocken- und Geschützgießer, er fertigte 1711 eine Kirchenglocke für die örtliche St.-Martini-Kirche